# Лосьмёна
Лосьмёна — река в Смоленской области России в Ярцевском и Кардымовском районах. Правый приток Днепра.
Длина 38 км. Высота истока — 196 м над уровнем моря. Высота устья — 167 м над уровнем моря. Уклон реки — 0,76 м/км.
Исток у деревни Лопаткино Ярцевского района на юго-востоке Духовщинской возвышенности. Направление течения: юго-восток, юг. Устье южнее деревни Макеевская Кардымовского района.
На берегах р. Лосьмёны расположено 7 деревень: Лопаткино, Минино, Подроща, Михайлово, Мамоново, Еськово, Макеевская. Река пересекает 3 автодороги: Шестаково — Староселье (в районе д. Минино), Еськово — Ярцево, Р134 «Старую Смоленскую дорогу» (Смоленск — Дорогобуж — Вязьма — Зубцов) (в районе д. Еськово). Крупных притоков не имеет.